# Diaphananthe rohrii
Diaphananthe rohrii är en orkidéart som först beskrevs av Heinrich Gustav Reichenbach, och fick sitt nu gällande namn av Victor Samuel Summerhayes. Diaphananthe rohrii ingår i släktet Diaphananthe och familjen orkidéer. Inga underarter finns listade i Catalogue of Life.